# Sendley Sidney Bito

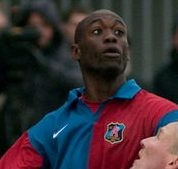
Sendley Sidney Bito

Sendley Sidney Bito (Willemstad (Curaçao), 20 juli 1983) is een Curaçaos voetballer die als aanvaller speelt.
Sidney Bito speelde in het seizoen 2003/04 in het eerste team van FC Boshuizen voor hij bij Sparta Rotterdam kwam. Hij haalde de selectie van het eerste elftal maar brak echter niet door en ging naar Oekraïne om eerst bij Stal Altsjevsk en  Arsenal Kiev te spelen. In het seizoen 2009/10 werd hij verhuurd aan Zakarpattja Oezjhorod.
In het seizoen 2010/11 speelde hij bij Tavrija Simferopol. Daarna zat hij een tijd zonder club. In 2013 kwam hij kortstondig uit voor Fajr Sepasi in Iran. In januari 2014 sloot hij aan bij Manama Club uit Bahrein. In juli 2015 ging Bito naar Prachuap FC in Thailand.
In 2008 speelde hij ook vier wedstrijden voor het Nederlands-Antilliaans elftal. In 2011 speelde hij vijf wedstrijden voor het Curaçaos voetbalelftal waarin hij tweemaal scoorde.

## Clubs
- 2005/06  Sparta Rotterdam
- 2006/07  Stal Altsjevsk
- 2007/10  Arsenal Kiev
  - 2009  Valletta FC (huur)
  - 2009/10  Zakarpattja Oezjhorod (huur)
- 2010/11  Tavrija Simferopol
- 2013  Fajr Sepasi
- 2014/15  Manama Club
- 2015  Zakho FC
- 2015  Prachuap FC
- 2016/17  OFC
- 2017  SV Hubentut Fortuna
- 2018/19  SUBT